# 김관 (고려)
김관(金管, 1250년 5월 5일 ~ 1345년 2월 19일)은 고려 말기 판도판서를 지낸 문신이다.  자는 희범(希範), 호는 정성헌(靖醒軒), 초명은 관(館)이며, 본관은 김해이다.

## 생애
1266년에 명경과에 급제한 뒤 교서부를 거쳐 직한림원이 되어 안향(安珦)과 학문을 논하며 남다른 교분을 나누었다. 1270년 삼별초의 항쟁이 일어나 안향이 강화(江華)에서 적진에 붙잡혀 있을 때, 역적의 무리에게 순종치 말고 왕도의 의를 지키라고 격려하는 친서를 보냈다. 
1277년에 감찰 어사·국자 사업에 올랐으며, 충선왕이 불교에 탐닉하여 만승회(萬僧會)를 열려고 하자, 그는 이를 강력히 만류하다 왕의 미움을 사 벼슬을 버리고 낙향했으나, 결국 왕이 이를 뉘우치고 만승회를 파하게 했다. 1289년 10월에 충선왕과 함께 중국 연경에서 「주자전서」를 보고 이를 손으로 베껴오는 학문적 열의를 보이기도 했다. 1290년에 밀직사사가 되었다.
1298년 다시 왕을 따라 원나라에 갔을 때, 화재가 나자 그는 화염에 휩싸인 궁중에서 홀로 몸을 던져 왕을 구출했다. 환국하여 도첨의 문하시중, 국자감 사복, 판도판서를 차례로 역임하고 1345년 연로하여 물러나자 왕으로부터 궤장(机杖)과 약물, 이불 등을 하사받았다. 그해 2월 19일 96세로 세상을 떠났다.

## 가족 관계
- 아버지 : 김용직(金龍直) - 사인(舍人)
- 어머니 : 함양 박씨(咸陽 朴氏) - 판삼사사(判三司事) 박충좌(朴忠佐)의 딸
  - 배필 : 나주 임씨(羅州 林氏) - 대사성(大司成) 임의충(林宜衷)의 딸
    - 아들 : 김문숙(金文淑, 1293년(충렬왕 19년) ~ 1348년(충목왕 4년)) - 경덕재생(經德齋生)
    - 며느리 : 서산 류씨(瑞山 柳氏)
      - 손자 : 김항(金沆, 1326년(충숙왕 13년) ~ 1382년(우왕 8년)) - 도제고판관(都制庫判官)
      - 손부 : 제주 고씨(濟州高氏) - 학사(學士) 고지린(高知麟)의 딸
        - 증손자 : 김서(金湑, 1342년 (충혜왕 3년) ~ 1420년 (조선 세종 2년) 향년 79세로 별세) - 의흥현감(義興縣監)
        - 증손자 : 김위(金渭)

      - 손자 : 김저(金佇)